# Hackneyville (Alabama)
Hackneyville es un lugar designado por el censo ubicado en el condado de Tallapoosa en el estado estadounidense de Alabama. En el año 2010 tenía una población de 347 habitantes.

## Geografía
Hackneyville se encuentra ubicado en las coordenadas 33°3′17″N 85°56′4″O / 33.05472, -85.93444.